# Run Sackboy! Run!
Run Sackboy! Run! – komputerowa gra platformowa stworzona i wydana przez japońskie studio Sony Computer Entertainment. Jej premiera odbyła się 29 października 2014 roku na telefony z systemem iOS, 1 grudnia 2014 na telefony z systemem Android, a 31 marca 2015 roku na konsolę przenośną PlayStation Vita.
Grę wydano po LittleBigPlanet 2, ale przed LittleBigPlanet 3. Jest ona jedyną grą z serii, którą wydano na urządzenia inne od PlayStation.

## Rozgrywka
Run Sackboy! Run! jest grą platformową typu endless runner, czyli niekończący się bieg. Tytułową szmacianą lalką, która nieustannie biegnie w prawą stronę ekranu, gracz musi sterować w taki sposób, aby w nic nie uderzyła. Plansze wypełnione są pułapkami i przeszkodami, eliminować trzeba także wrogów, skacząc im na głowę. Po drodze gracz zbiera również bańki, za pomocą których może kupować ubrania dla głównego bohatera w sklepie. Gra tak naprawdę się nie kończy, toteż gracz steruje szmacianką tak długo, aż pomyli się zbyt dużo razy, osiągając coraz to większe wyniki bazujące na przebiegniętej odległości.

## Odbiór gry
Gra spotkała się ze średnim odbiorem krytyków. Recenzent z portalu Eurogamer skrytykował ją za zbytnią prostotę i to, że dostępne są w niej tylko 3 światy, które szybko się zapętlają i granie przestaje być przyjemne. Pochwalił natomiast możliwość udostępniania swoich wyników i rywalizowania ze znajomymi z Facebooka. Serwis AntyApps pochwalił grę za „ciekawie zaprojektowane, wielokondygnacyjne labirynty, przez które możemy biec naszym szmaciakiem” oraz za rozbudowany sklep. Portal Pocket Gamer, zwrócił uwagę na to, że gra nie oferuje wiele więcej niż inne tego typu gry, i to jest jej problem. Pochwalił jednak twórców za to, że nie zaimplementowali do niej żadnych systemów energii, co pozwala grać w nią użytkownikom bez żadnych ograniczeń. Przyznał, że jest to rzadkość w grach darmowych.
Na portalu Metacritic grę oceniono na 65/100 możliwych punktów, bazując na 7 recenzjach krytyków, a na GameRankings gra uzyskała średnią 64% bazując na 5 recenzjach krytyków z różnych portali recenzenckich.